# Teodor Marjanovič
Teodor Marjanovič (* 27. listopadu 1969 Bělehrad, Jugoslávie) je český novinář.

## Život
Teodor Marjanovič se narodil v Bělehradě, má českou matku a srbského otce, dětství strávil ve Slovinsku . Vystudoval filozofii na univerzitě ve Vídni. Od roku 1996 do 1998 pracoval jako redaktor deníku MF DNES se zaměřením na Německo, později v rozhlasové stanici BBC v Londýně a v týdeníku Respekt. Od ledna 2007 do roku 2012 byl vedoucím redaktorem zahraniční rubriky MF DNES.  Nyní je komentátorem Hospodářských novin, zaměřuje se na zahraniční politiku.
Spolu s Robertem Tamchynou a Jiřím Ješem se stal v roce 1995 prvním laureátem novinářské Ceny Ferdinanda Peroutky.
Marjanovič chválil reformní kroky saúdského prince Mohameda bin Salmána a v říjnu 2017 napsal: „Kdo zná Blízký východ, zejména pak poměry v nesmírně bohaté, přitom ale svou společenskou strnulostí proslulé Saúdské Arábii, musí zalapat po dechu.“
V únoru 2018 kritizoval české orgány za zadržení představitele kurdské politické strany PYD, kterou Turecko považuje za teroristickou organizaci, na základě mezinárodního zatykače iniciovaného Tureckem. Zatykač na něj byl vydán v rámci rozsáhlých čistek zahájených po nepovedeném pokusu o vojenský převrat v červenci 2016. Češi se podle Marjanoviče stali nástrojem Erdoganovy pomsty.
V dubnu 2024 vyjádřil podporu Izraeli během války v Pásmu Gazy a zpochybnil, že by Izrael úmyslně útočil na palestinské civilisty.